# Camille Coquilhat

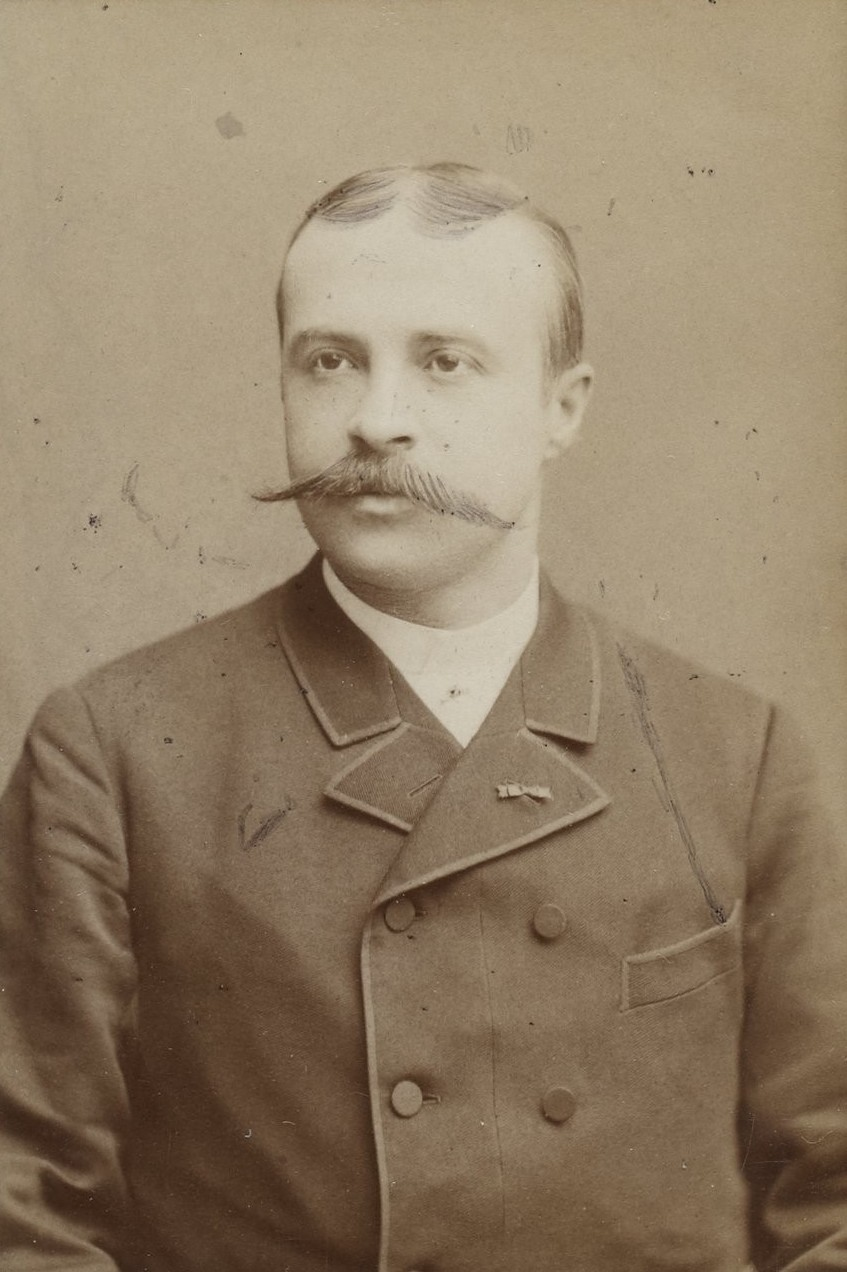
Camille-Aimé Coquilhat.

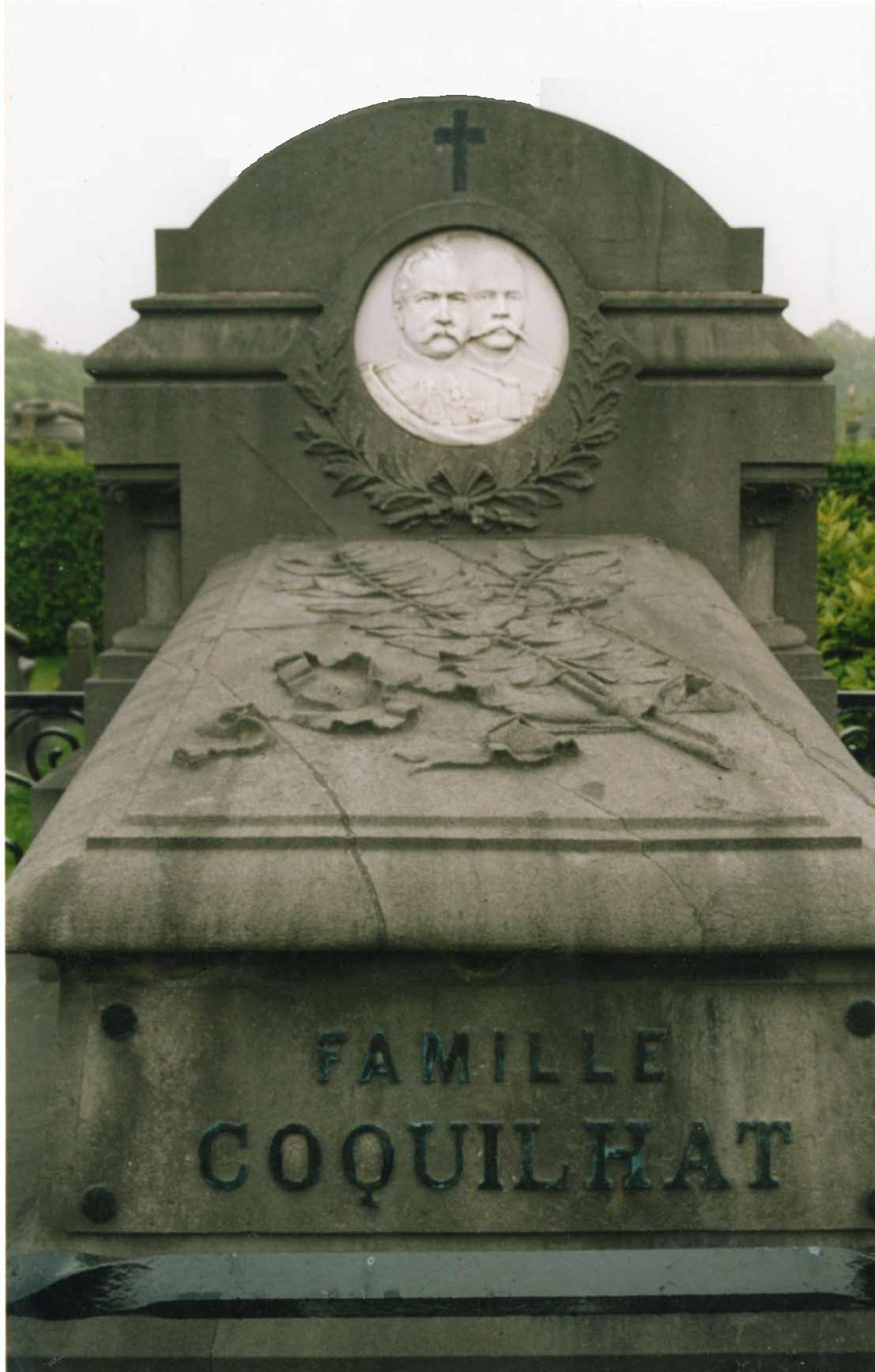
Graf van de familie Coquilhat op het Schoonselhof in Antwerpen.

Camille-Aimé Coquilhat (Luik, 15 oktober 1853 - Boma, 24 maart 1891) was een Belgisch militair en koloniaal in de Onafhankelijke Congostaat.

## Biografie
Coquilhat vocht als vrijwilliger aan Franse zijde in de Frans-Duitse Oorlog en volgde na zijn terugkeer in België een opleiding aan de Koninklijke Militaire School in Brussel, waar de schrijver Georges Eekhoud korte tijd zijn medeleerling was. Vanwege een duel tussen de twee kameraden moest Eekhoud echter de opleiding verlaten. In 1880 werd Coquilhat bevorderd tot luitenant en aan de Generale Staf toegevoegd. 

### Eerste reis naar Congo
In 1882 werd hij agent van de Association Internationale Africaine, een organisatie opgericht door koning Leopold II van België die ontdekkingsreizen in Afrika organiseerde en die in 1885 tot de oprichting van Onafhankelijke Congostaat leidde. Hij nam deel aan de expeditie van Stanley die in juni 1883 Equateurville stichtte. Van Gèle nam de leiding over deze post met Coquilhat als zijn adjunct. In 1884 kreeg Coquilhat de leiding over de nieuwe post Iboko (Bangala-Station). In augustus 1885, na 15 maanden in Iboko, keerde hij uitgeput naar Leopoldstad en daarna naar België terug.

### Tweede reis naar Congo
In april 1886 keerde hij terug naar Congo. Coquilhat wilde in plaats van zwarten uit andere landen inlandse soldaten opnemen in de Force Publique, de politiemacht van de nieuwe staat, en richtte in 1886 het opleidingskamp van Matadi op. In augustus was hij terug in Iboko en vertrok van daar naar in september in alle spoed met een stoomboot naar Stanley Falls, dat was aangevallen en verwoest door Arabieren. Het kwam tot een vuurgevecht waarbij Coquilhat en zijn inlandse soldaten zich moesten terugtrekken. Ze keerden terug naar Iboko. Coquilhat, die inmiddels erg ziek was geworden, moest terugkeren naar Leopoldstad. In december 1886 werd hij gerepatrieerd naar België.

### Derde reis naar Congo
Na een lange revalidatie werd Coquilhat in augustus 1888 aangesteld in de administratie als adviseur van koning Leopold II. Daar werkte hij mee aan de voorbereiding van de Conferentie tegen Slavernij van 1889. In maart 1890 keerde Coquilhat terug naar Congo maar hij bleek onvoldoende hersteld van zijn vorig verblijf. Op 1 december 1890, kort voor zijn dood, werd hij korte tijd plaatsvervangend gouverneur-generaal van Onafhankelijke Congostaat. Zijn stoffelijk overschot werd overgebracht naar België en hij werd begraven in Antwerpen.

## Eerbewijs
In de koloniale periode was de stad Coquilhatstad, nu Mbandaka, naar hem genoemd.

## Publicaties
- Chez les Bangalas sur le Haut Congo, in: Revue Belgique, 1886.
- Le Capitaine Hanssens en Afrique, in: Bulletin de la Société royale belge de géographie, 1886.
- Le Congo et la tribu des Bangalas, in: Bulletin de la Société royale belge de géographie, 1886.
- Le Haut-Congo, in: Bulletin de la Société royale belge de géographie, 1885.
- Les Belges dans l'Afrique centrale, Adolphe Burdo, Brussel, 1886.
- Sur le Haut Congo, vol. I, Brussel, 1888.
- Des crues du Congo à Bangala, in: Bulletin de la Société royale belge de géographie, 1886.
- Des pluies à Bangala. Température et chutes de pluies, Mouvement géographique, 1886.
- Les rites funéraires et le cannibalisme au Congo, in:, Bolletino délia serione florentina délla Societa Africana d'Italia, 1889.
- Mesures politiques et militaires, prises et à prendre, pour amener la répression de la traite des esclaves dans les territoires de l'Etat. Rapport au Roi-Souverain, 1889-1890.